# Actinote genitrix
Actinote genitrix är en fjärilsart som beskrevs av D'almeida 1922. Actinote genitrix ingår i släktet Actinote och familjen praktfjärilar. Inga underarter finns listade i Catalogue of Life.